# 嶋田青峰
嶋田 青峰（しまだ せいほう、1882年3月8日 - 1944年5月31日）は、日本の俳人・翻訳家・新聞記者・教員。本名は嶋田 賢平。姓の「しまだ」は「嶋田」と書くのが正式であるが、一般に「島田」の表記も用いられる。俳号の青峰は、故郷の山・青峰山（あおのみねさん、標高336m）に由来する。
三重県答志郡的矢村（現在の志摩市磯部町的矢）出身。大正時代末期に俳句雑誌『ホトトギス』において、池内たけし・篠原温亭・鈴木花蓑らと並び、活躍したが、晩年は新興俳句弾圧事件の犠牲となり、俳句史上に悲しい印象を残している。

## 来歴

### 生誕から学生時代
1882年3月8日に、的矢村にて父・峰吉と母・りうの3男として生まれる。地元の的矢尋常小学校を卒業後、学を成そうと上京、旧制日本中学校（現在の日本学園中学校・高等学校）を出て1899年（明治32年）に東京専門学校予科に入学、卒業後は早稲田大学哲学科に進むが、後に英文科に転じる。途中、病気療養のため帰郷することもあったが、1903年（明治36年）に早稲田大学英文科を卒業する。

### 教師から新聞記者へ
早稲田大学を卒業後、広島県立広島高等女学校（現在の広島県立広島皆実高等学校）で英語教師となるが、1904年（明治37年）に茨城県立竜ヶ崎中学校（現在の茨城県立竜ヶ崎第一高等学校）で教鞭を執り、1907年（昭和40年）に母校・早稲田大学に清国留学生部講師として戻った。しかし同部の規模縮小により、翌1908年（明治41年）4月に職を辞することになった。失職した青峰は、当時新聞記者をしていた土肥春曙の名で仕事をしていたが、その春曙が国民新聞の吉野左衛門に青峰を紹介し、入社を頼んだ。左衛門はちょうど記者を一人求めていたところだと言って青峰の採用を決め、当時小説や文芸作品を掲載する「国民文学」欄の創設準備中で、その主宰者に内定していた高浜虚子に会いに行くように言った。
こうして青峰は1908年（明治41年）9月20日に国民新聞社に入社、10月1日から始まった「国民文学」の編集部員として虚子の部下となった。この国民新聞社には、後に俳句雑誌『土上』を主宰する篠原温亭が社会部編集主任として在籍していた。左衛門と温亭も俳人であり、国民新聞社は「俳人内閣」の様相を呈していたが、1910年（昭和43年）9月に虚子は俳句雑誌『ホトトギス』の仕事に専念するために退職、左衛門と温亭は俳句界から離れていき、国民文学部は青峰一人となった。こうして青峰は虚子の後を継ぎ、国民文学部長として一人で文芸欄を担当し、虚子に頼まれ『ホトトギス』に文章を寄稿することで虚子を支えるようになった。
そしてある日、青峰が虚子宅を訪ねると暇な時に手伝ってほしいと頼まれ、新聞社の仕事の傍ら『ホトトギス』の編集を手伝うこととなった。ただ、青峰自身は手伝い始めた初期は、まだ俳句に関して門外漢だったと述べている。1913年（大正2年）、8月号の『ホトトギス』に虚子は
| 「 | 第十五巻以後、私は独力でホトトギスを経営すると口癖のやうに申しましたが、併しその間に在つて常に私を補翼してくだすつた貴下のあることは忘れることの出来ない事であります。貴下は今の世に珍らしいほど隠れたる努力を惜しまない人であります。（中略）併しその青峰といふ名は、新たに留守の門に打ちつけられた生々しい表札ではなくて已に私の表札と共に同じやうに古び色づいている―殊に過去二年間の悪闘の風雨に同じやうに黒ずんでをる―表札であることを私は愛読者諸君に諒会していただきたいのであります。 | 」 |

と書いて青峰を読者に紹介、青峰に編集一切を任せる旨を表明した（同文中の「貴下」が青峰を指している）。「過去二年間の悪闘」とは、虚子自身の病との闘いと新傾向俳句との闘いを意味しており、『ホトトギス』史上苦しい時期に青峰は編集を任されたことになる。この頃青峰は、国民新聞社の文芸欄の担当もしており、夜や日曜日に出勤して『ホトトギス』の仕事をすることが少なくなかった。虚子から編集一切を任されるようになってからは、「消息」欄・「発行所句会記録」・「吟行記」・随筆等の穴埋め的な文章を多数書いている。青峰らしい企画を『ホトトギス』で取り行うこともあり、1917年（大正6年）の新年号では与謝野晶子や平福百穂らによる「専門家に非ざる人の俳句談」を載せた。
俳句に関しては1914年（大正3年）の『ホトトギス』5月号に
| 「 | 行春や 鐘建立の 事すみて | 」 |

が掲載されて以降、翌1915年（大正4年）の『ホトトギス』12月号まで断続的に1、2句程度載っている。
1914年（大正3年）12月11日、高浜虚子は『ホトトギス』12月号の誌上で、読者に種々の便宜を図ることと、運営資金とするため、原稿用紙や俳諧絵はがき等の販売、俳句や絵画の依頼を斡旋する「俳諧堂」を設立することを広告した。この広告を出した翌12日には注文が入り、俳諧堂は期待以上の繁盛となった。当時のホトトギス社は市谷船河原町に発行所を構え、虚子は留守番係として下山霜山を雇い、自身は神奈川県鎌倉郡鎌倉町（現在の神奈川県鎌倉市）から発行所に通う生活をしていた。俳諧堂の経営は青峰と霜山が担当した。翌1915年（大正4年）4月18日、青峰は再上京してホトトギス社を訪れた原石鼎の応対をしている。石鼎は4年前にホトトギス社への入社を懇願するも断られ、奈良県吉野で次兄の医業の手伝いの傍ら『ホトトギス』の雑詠に投稿して名を挙げ、今般再び雇ってもらおうとホトトギス社を訪れたのであった。
1920年（大正9年）、青峰は『ホトトギス』の編集の仕事を下りる。退職について『ホトトギス』大正9年2月号上には、虚子名義で「一身上の都合」と触れられているのみである。細井啓司は、1920年（大正9年）1月22日に国民新聞で虚子の有力な支持者であった吉野左衛門が死去していることと、直前の1919年（大正8年）の『ホトトギス』12月号の消息欄に退社を連想させるような記述を青峰がしていないことから、国民新聞社の虚子支持者の穴埋めのために青峰がホトトギス社を退いたのではないか、と推論している。

### 『土上』と新興俳句
1922年（大正11年）1月、虚子の影響で俳句が盛んであった国民新聞社の句会である「国民吟社」の機関誌として『土上』が創刊される。『土上』は篠原温亭が主宰し、青峰は協力する形で参加していたが、1926年（大正15年）10月に温亭が逝去すると、青峰自らが『土上』を継承した。
『土上』は当初、「温厚な生活感情の句」を特徴としていたが、青峰が若い人の新しい意見として、プロレタリア俳句やそれに関する論文を掲載したため、昭和に入ると新興俳句運動の流れを受け社会主義リアリズムの色彩を帯びるようになっていった。1930年（昭和5年）7月、『土上』にABCなる者の「プロレタリア俳句の理解」という文章が掲載され、俳壇では奇異の感を持たれることとなった。ABCは秋元地平線、東京三と俳号を変えてきた秋元不死男であった。「プロレタリア俳句の理解」は読売新聞文芸部長の千葉亀雄により評価され、同紙の文芸欄で紹介された。これを喜んだ青峰は地平線にもっと書くよう勧め、地平線は執筆意欲を高めた。なお、地平線が『土上』に投稿するようになったきっかけを作ったのは、会社の同僚であった青峰の弟・嶋田的浦だった。
『土上』は新興俳句運動の中心となり、青峰はその援助者と目された。こうした新興俳句の動きに理解を示した背景に、1933年（昭和8年）から1941年（昭和16年）まで早稲田大学文学部で講師として教壇に立ったことが影響している。青峰は「俳諧研究」の講義を担当し、俳句サークルの「早稲田吟社」・早稲田大学高等師範部の「二月堂俳句会」の指導も行った。こうして若い人との接触が多く、豊富な理解力があったことが、『土上』で新興俳句の二大勢力となった古家榧夫と東京三を支えたと考えられる。この頃、息子の洋一が早稲田大学に進学、『早稲田俳句』を立ち上げ中心人物として活躍した。
虚子の門弟らは青峰のこの行動を「恩ある虚子に弓を引いた」と考え、水原秋桜子は自身の主宰する雑誌『馬酔木』において「天地眼前にくずるるとも無季俳句を容認すべきではありません」と10歳年上の青峰に忠告を発した。そして1930年（昭和5年）に、青峰は『ホトトギス』同人から除名された。

### 弾圧事件と晩年
1940年（昭和15年）は紀元二千六百年の記念の年であった。その陰で日中戦争の意義を問うた衆議院議員の斎藤隆夫が除名処分に遭ったり、古代史研究の権威・津田左右吉の東京帝国大学講師就任が右翼団体の圧力で取りやめになるなど各界で穏やかならぬ動きがあった。その動きは俳句界にも忍び寄り、2月15日（『特高月報』上では2月14日）に京都府警察部は『京大俳句』の幹部8人を一斉に逮捕した。これが、新興俳句弾圧事件の第一次逮捕である「京大俳句事件」である。
当時この事件は新聞で報道されず、俳句雑誌にも掲載されなかったため、情報が正確に伝わらず、俳句界を噂話が駆け巡った。関西での事件であったが、東京にも波及するのではないかという不安や、東京は大丈夫だろうという楽観視が在京の俳人の間で広がった。この頃青峰は『土上』にて「東亜新秩序建設の新体制に即応する俳句報国」という当世の時流に乗った文章を発表し、伊東月草が「日本俳句作家協会」の結成を呼び掛けると、『俳句研究』誌上で賛同の意を表明した。そうした立場の転換ともいえる行動に出た背景には、身に迫る危険を感じ、早稲田大学講師・国文学者としての立場・地位を守りたい、という気持ちがあったからだとされる。しかし時すでに遅く、1941年（昭和16年）2月5日、第四次検挙により、弟子の東京三・古家榧夫を含む12人とともに逮捕された。「『土上』に進歩的思想あり」とされ、治安維持法で検挙されたのである。
警視庁特別高等警察と早稲田警察署（牛込警察署の前身）の刑事3人が逮捕のため牛込区若松町（現在の新宿区若松町）の自宅にやってきた時、青峰は風邪で寝込んでいた。病気かつ老いた身の青峰を刑事は容赦なく連行し、それが病をこじらせることとなった。留置場生活から約半月、肺結核が再発、午前四時に喀血するも何らの手当はなく、昼過ぎになってようやく東京女子医学専門学校（現在の東京女子医科大学）から医師が呼ばれ、「相当の重患」と診断を受け、夕方に寝台車で帰宅を許された。この時、這うことさえできないほどの体となっていた。
この検挙事件を虚子の門弟らは「秋桜子の警告を無視し、新興俳句派の若造たちにおだてあげられていい気になっていた天罰だ」と囁いたという。そして主宰者の青峰と主要作家の検挙により、『土上』は廃刊に追い込まれた。
青峰逮捕の背後には、息子の洋一が編集を担当し、当時150万部を発行する日本最大の雑誌『家の光』の俳句欄の選者の座を小野蕪子が青峰から奪うために暗躍した、という見解がある。洋一は父の逮捕後、秋桜子と富安風生に選者を要請するも断られ、風生の推薦した蕪子が選者となった。
釈放後、自宅での療養に入るも、戦時中で十分な医薬品・栄養・燃料を得られなかったばかりでなく、門下生からは連座を恐れて絶縁を申し入れられ、見舞いの客もほとんどないという不遇の生活が続いた。結局、病状が好転することなく、釈放から3年が経過した1944年（昭和19年）5月31日に62歳で亡くなった。亡くなるまで一度も立つことができなかった。「青峰忌」は夏の季語となった。
青峰死去の報を受け、弟子の東京三（秋元不死男）は葬儀に馳せ参じたが、その席に俳句の関係者はほとんどなく、近所の住民を除けば、加藤武雄・本間久雄・日高只一らが焼香した程度で弔問者も少なく葬儀は閑散としていた。
師であった虚子は葬儀に参列しなかったが、お悔やみ状と香典を送った。遺族の中からは、『ホトトギス』同人から青峰の名が削除されたことを根に持ち、受け取りを拒否すべきだという意見もあったという。

## 人物
- 平明で視覚的作風を特徴としていた[51]。自然や人物を客観的に詠んだ句に郷土・的矢を詠んだものが多く、的矢への懐旧が窺える[5]。
- 写生や花鳥諷詠を特徴とする『ホトトギス』の出ではあるが、それだけを良しとはせず、自由主義的な思想の持ち主であった[1]。
- 大正時代には虚子から最も信頼され、友人・知人・弟子にも恵まれたが、新興俳句に味方したと見なされてからは、苦境に立たされた[48]。三谷昭は、青峰の温厚な人柄と包容力で『土上』が地盤を築いていた、と書いている[37]。また、本間久雄は「温藉な人だった」と岡保生に語った[52]。温藉（おんしゃ）とは「柔らかにして穏やかなること」という意味である[52]。
- 若い頃に肺結核を患ったことがあり、体は元々強くなかった[48]。病の身で連行されたことが致命傷となった[4]。

## 親族
青峰は嶋田家の三男である。父・峰吉は船問屋を主業とし、造船所も営んでいた。加えて田畑を所有し農作業もしていたが、力仕事は不得意で、田んぼの中に突っ立っていることもあった。1914年（大正3年）5月に峰吉が亡くなった時に、虚子は弔電で「兄弟の 喪にこもり寝る 蚊帳一つ」という句を送った。
兄の愁風、弟の的浦、息子の洋一も俳人である。

## 主な句
- わが影や 冬の夜道を 面伏せて
- 頬冠りが 淋しかり人 田植にも - 父の死に際して郷里・的矢に帰省した時に、田植え作業を見て亡き父の姿を思い起こし詠んだ句[19]。『ホトトギス』に掲載[19]。
- たゞ蟻の 為すまゝに蝶の 衰へる
- 朝寒の この道を行く つとめ哉
- 市に暮るゝ 師走の人の 眉太し
- 而して 蕃茄の酸味 口にあり
- トマト一鉢に 露台（バルコニー）の色を 集めけり

## 句碑
- 句碑公園 - 新潟県十日町市小出にある公園。青峰ほか約20基の句碑が並ぶ[54]。
- 「日輪は 筏にそそぎ 牡蠣育つ」の碑 - 三重県志摩市磯部町的矢の的矢村神社の高台にある[55]。的矢かきの養殖風景を詠んだ句である[55]。
- 「秋晴れや 海のほとりに かえりけり」の碑 - 三重県志摩市磯部町的矢にあり、青峰の生家の近隣に建つ[5]。

## 著書
- 『青峯集』春陽堂、1925
- 『静夜俳話』春秋社、1925
- 『俳句読本』富士書房、1930
- 『俳句評釈選集 第1巻』非凡閣、1934
- 『自句自釈 海光』交蘭社、1935
- 『子規・紅葉・緑雨』言海書房、1935
- 『俳句の作り方』新潮社、1936

### 編書
- 『明治大正随筆選集 7』正岡子規著、人文社、1924
- 『一茶選集』春秋社、1925
- 『温亭句集』篠原英喜著、土上発行所、1927
- 『芭蕉俳句紀行全集』緑蔭社、1927
- 『土上俳句集』青峰選輯、土上発行所、1935
- 『現代俳句選集』新潮社、1937
- 『俳句文学全集. 第10巻』第一書房、1938
- 『地平線  第二土上句集』土上発行所、1939

### 訳書
- 『絆』ストリンドベルヒ著、アカギ叢書、1914
- 『マキシム・ゴオリキイ』ハンス・オストワルド著、アカギ叢書、1914
- 『トルストイ叢書 第12』レフ・トルストイ著、新潮社、1918

### 寄稿等
- 『世界短篇小説大系 独逸篇』「犠牲」（ウエデキント著、青峰訳）、近代社、1926
- 『日本文学講座 第5巻』「写生文研究」新潮社、1927
- 『綜合ヂャーナリズム講座 第5巻』「中間読物としての短歌と俳句」内外社、1930
- 『俳句作法講座 第1巻』「子規の名句」改造社、1935
- 『俳句作法講座 第3巻』「作法概説」改造社、1935